# Goniurosaurus kuroiwae
Goniurosaurus kuroiwae — вид геконоподібних ящірок родини еублефарових (Eublepharidae). Ендемік Японії.

## Поширення і екологія
Goniurosaurus kuroiwae мешкають на острові Окінава (на південь від міста Наґо і півострова Мотобу), а також на сусідніх островах Сесокодзіма, Ягадзідзіма та Ієдзіма. Вони живуть в субтропічних лісах, серед карстових скель. Ведуть нічний спосіб життя, живляться безхребетними. Відкладають яйця, в кладці 2 яйця.

## Збереження
МСОП класифікує цей вид як вразливий. Goniurosaurus kuroiwae загрожує знищення природного середовища та хижацтво з боку інтродукованих мангустів і котів.